# Peperomia dominicana
Peperomia dominicana är en pepparväxtart som beskrevs av C. Dc.. Peperomia dominicana ingår i släktet peperomior, och familjen pepparväxter. Inga underarter finns listade i Catalogue of Life.